# Василиос Ромфеис
Василиос Ромфеис (на гръцки: Βασίλειος Ρομφέης) е гръцки клефт от Южна Македония.

## Биография
Ромфеис е роден в южномакедонския град Негуш (Науса) в 1773 година. Става клефт (хайдуин) в Каракамен. В 1795 година независимият янински феодал Али паша се опитва да превземе Негуш. Ромфеис заедно с Анастасиос Каратасос защитава града в голямата битка, който по това време се ползва с полуавтономен статут в империята. В 1798 година частите на Али паша отново се опитват да влязат в Негуш. В 1804 година Ромфеис защитава обсадения град пет месеца, докато накрая е разбит и принуден да бяга. Укрива се в Солун, където жена му, сина му и дъщеря му са заловени и отведени в Янина. Ромфеис се опитва да освободи безуспешно семейството си. Става монах в Света гора, където по-късно полудява.